# Fred Melamed

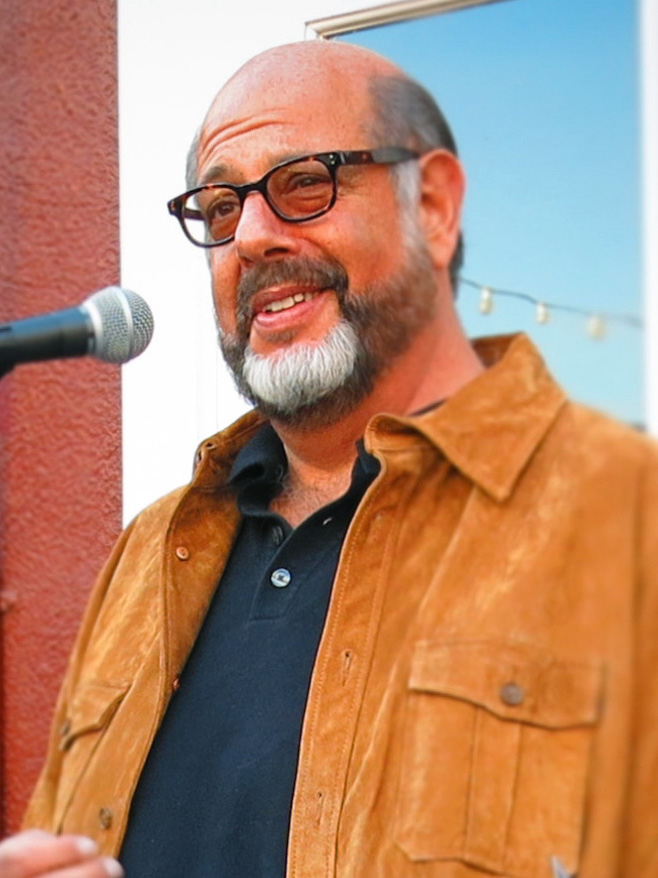
Fred Melamed, 2013

Fred Melamed (* 13. Mai 1956 in New York City) ist ein US-amerikanischer Schauspieler.

## Leben
Melamed ist der Adoptivsohn des Fernsehproduzenten Louis Melamed. Seine biologische Mutter, die er mit 27 kennenlernte, ist die Schauspielerin Nancy Zala. Sein biologischer Vater, den er erst jenseits der 50 kennenlernte, ist der britische Psychoanalytiker Stan Silverstone. Seine Adoptivfamilie war jüdisch, aber nicht religiös. Nach eigenen Angaben besuchte er nur einmal eine Synagoge, zur Bar Mitzwa eines Cousins.
Melamed lebt mit seiner Frau und seinen beiden Kindern, die beide autistisch sind, in Long Island.

## Karriere
Melamed besuchte das Hampshire College, wo er seine Leidenschaft für die Schauspielerei entdeckte. Aus diesem Grund entschloss er sich, eine Schauspielausbildung an der Yale Drama School zu machen. Besonders seine Stimme erlangte in der Folgezeit Bekanntheit, da er unter anderem zahlreiche Werbespots sprach. Seine erste Fernsehrolle hatte er 1981 in der Serie Liebe, Lüge, Leidenschaft. Seine erste Rolle in einem Kinofilm war in Lovesick – Der liebeskranke Psychiater im Jahr 1983. Es folgten zahlreiche Rollen in Filmen von Woody Allen, darunter Hannah und ihre Schwestern, Radio Days, Eine andere Frau und Schatten und Nebel. Seinen größten Erfolg feierte er aber mit der Rolle des Sy Ableman im Oscar-nominierten Film A Serious Man von Ethan und Joel Coen. Nicht zuletzt Ethan Coen selbst bezeichnete Sy Ableman als seinen Lieblingscharakter aus allen seinen Filmen.

## Filmografie (Auswahl)
| - 1983: Lovesick – Der liebeskranke Psychiater (Lovesick) - 1986: Hannah und ihre Schwestern (Hannah and Her Sisters) - 1986: Mission (The Mission) - 1986: Manhattan Project – Der atomare Alptraum (The Manhattan Project) - 1987: Radio Days - 1987: Ishtar - 1987: Jack der Aufreisser (The Pick-up Artist) - 1987: Suspect – Unter Verdacht (Suspect) - 1988: 900.000 $ zuviel (Sticky Fingers) - 1988: Eine andere Frau (Another Woman) - 1988: Der Preis der Gefühle (The Good Mother) - 1989: Verbrechen und andere Kleinigkeiten (Crimes and Misdemeanors) - 1991: Schatten und Nebel (Shadows and Fog) - 1992: Ehemänner und Ehefrauen (Husbands and Wives) - 2002: Hollywood Ending - 2009: A Serious Man - 2012: Der Diktator (The Dictator) - 2012: Fred Won’t Move Out - 2013: In a World … – Die Macht der Stimme (In a World…) - 2013: HairBrained - 2013: Blumenthal - 2014: Get on Up - 2014: Adult Beginners - 2014: How to Make Love Like an Englishman - 2014: Professor Love - 2015: Bone Tomahawk - 2016: Hail, Caesar! - 2016: Passengers (Stimme von The Observatory) - 2018: Bad Spies (The Spy Who Dumped Me) - 2018: Dragged Across Concrete - 2019: Lying and Stealing - 2019: The Vigil – Die Totenwache (The Vigil) - 2020: Shiva Baby - 2021: Together Together - 2021: Rumble – Winnie rockt die Monster-Liga (Rumble, Stimme) - 2023: Cat Person | - 1981–1982: Liebe, Lüge, Leidenschaft (One Life to Live, Fernsehserie) - 1989: Another World (Fernsehserie, eine Episode) - 1991–1993: Palm Beach-Duo (Silk Stalkings, Fernsehserie, 54 Episoden) - 2000–2001: Courage der feige Hund (Courage the Cowardly Dog, Fernsehserie, 2 Episoden) - 2010: Law & Order (Fernsehserie, eine Episode) - 2010: Law & Order: New York (Fernsehserie, eine Episode) - 2011: Angry Old Man & Gay Teenage Runaway (Fernsehserie, 7 Episoden) - 2011: Lass es, Larry! (Curb Your Enthusiasm, Fernsehserie, eine Episode) - 2011–2014: Good Wife (The Good Wife, Fernsehserie, 3 Episoden) - 2012: Onward Notre Dam - 2012: 30 Rock (Fernsehserie, eine Episode) - 2013: Two Wrongs - 2013: Bubala Please - 2013–2014: The Crazy Ones (Fernsehserie, 2 Episoden) - 2015: Girls (Fernsehserie, Episode 4x08) - 2021: WandaVision (Fernsehserie, Episode 1x01) - 2022: Reboot (Fernsehserie, 5 Episoden) - 2022–2023: Barry (Fernsehserie, 9 Episoden) - 1999: The Multiple Adventures of Superman - 2004: GTA: San Andreas - 2013: GTA V - 2014: Diablo III: Reaper of Souls |